# Ceratonereis paucidentata
Ceratonereis paucidentata är en ringmaskart som först beskrevs av Moore 1903.  Ceratonereis paucidentata ingår i släktet Ceratonereis och familjen Nereididae. Inga underarter finns listade i Catalogue of Life.